# 槐山占氏
槐山占氏（クェサンジョムし、朝鮮語: 괴산점씨）は、朝鮮の氏族の一つ。本貫は忠清北道槐山郡である。2000年調査では、107人である。一方、2015年の調査では5人未満となる。
日本から帰化した氏族であるが、始祖の詳細は不明である。